# Sri-lankische Cricket-Nationalmannschaft gegen Pakistan in der Saison 2017/18
Die Tour der sri-lankischen Cricket-Nationalmannschaft gegen Pakistan in der Saison 2017/18 fand vom 28. September bis zum 29. Oktober 2017 in den Vereinigten Arabischen Emiraten und Pakistan statt. Die internationale Cricket-Tour war Bestandteil der Internationalen Cricket-Saison 2017/18 und umfasste zwei Tests, fünf ODIs und drei Twenty20s. Sri Lanka gewann die Test-Serie 2–0, Pakistan die ODI-Serie 5–0 und die Twenty20-Serie 3–0.

## Vorgeschichte
Pakistan spielte zuvor eine Tour gegen eine Weltauswahl, für Sri Lanka ist es die erste Tour der Saison. Das letzte Aufeinandertreffen der beiden Mannschaften fand in der Saison 2015 in Sri Lanka statt.
Das dritte Twenty20 fand in Pakistan statt, was das erste Mal seit dem Angriff auf das Cricketteam Sri Lankas in Lahore im Jahr 2009 war, dass Sri Lanka wieder auf pakistanischem Boden spielte.

## Stadien
Die folgenden Stadien wurden für die Tour als Austragungsort vorgesehen und wurden am 9. September 2017 bekanntgegeben.
| Stadion                             | Stadt     | Kapazität | Spiele                            |
| ----------------------------------- | --------- | --------- | --------------------------------- |
| Sheikh Zayed Cricket Stadium        | Abu Dhabi | 20.000    | 1. Test; 2. & 3. ODI; 1. & 2. T20 |
| Dubai International Cricket Stadium | Dubai     | 25.000    | 2. Test; 1. ODI                   |
| Sharjah Cricket Association Stadium | Sharjah   | 27.000    | 4. & 5. ODI                       |
| Gaddafi Stadium                     | Lahore    | 60.000    | 3. T20                            |

## Kaderlisten
Sri Lanka benannte seinen Test-Kader am 20. September, seinen ODI-Kader am 4. Oktober und seinen Twenty20-Kader am 25. Oktober 2017.
Pakistan benannte seinen Test-Kader am 23. September, seinen ODI-Kader am 6. Oktober 2017.
| Test | Test | ODI | ODI | Twenty20 | Twenty20 |
| Pakistan | Sri Lanka | Pakistan | Sri Lanka | Pakistan | Sri Lanka |
| --- | --- | --- | --- | --- | --- |
| - Sarfraz Ahmed (K, wk) - Asad Shafiq - Azhar Ali - Babar Azam - Bilal Asif - Haris Sohail - Hasan Ali - Mir Hamza - Mohammad Abbas - Mohammad Amir - Mohammad Asghar - Sami Aslam - Shan Masood - Usman Salahuddin - Wahab Riaz - Yasir Shah | - Dinesh Chandimal (K) - Lahiru Thirimanne (VK) - Niroshan Dickwella (wk) - Vishwa Fernando - Lahiru Gamage - Rangana Herath - Dimuth Karunaratne - Suranga Lakmal - Kusal Mendis - Dilruwan Perera - Nuwan Pradeep - Sadeera Samarawickrama - Lakshan Sandakan - Kaushal Silva - Roshen Silva | - Sarfraz Ahmed (K, wk) - Ahmed Shehzad - Babar Azam - Faheem Ashraf - Fakhar Zaman - Haris Sohail - Hasan Ali - Imad Wasim - Imam-ul-Haq - Junaid Khan - Mohammad Amir - Mohammad Hafeez - Rumman Raees - Shadab Khan - Shoaib Malik - Usman Shinwari | - Upul Tharanga (K) - Dushmantha Chameera - Dinesh Chandimal - Akila Dananjaya - Niroshan Dickwella (wk) - Vishwa Fernando - Lahiru Gamage - Chamara Kapugedera - Suranga Lakmal - Kusal Mendis - Thisara Perera - Nuwan Pradeep - Seekkuge Prasanna - Sadeera Samarawickrama - Milinda Siriwardana - Lahiru Thirimanne - Jeffrey Vandersay | - Sarfraz Ahmed (K, wk) - Aamer Yamin - Ahmed Shehzad - Babar Azam - Faheem Ashraf - Fakhar Zaman - Hasan Ali - Imad Wasim - Mohammad Amir - Mohammad Hafeez - Mohammad Nawaz - Rumman Raees - Shadab Khan - Shoaib Malik - Umar Amin - Usman Shinwari | - Thisara Perera (K) - Minod Bhanuka - Chaturanga de Silva - Vishwa Fernando - Lahiru Gamage - Danushka Gunathilaka - Dilshan Munaweera - Sachith Pathirana - Seekkuge Prasanna - Ashan Priyanjan - Sadeera Samarawickrama - Vikum Sanjaya - Dasun Shanaka - Isuru Udana - Mahela Udawatte - Jeffrey Vandersay |

## Tests

### Erster Test in Abu Dhabi
| 28. September – 2. Oktober Scorecard | Abu Dhabi | Sri Lanka 419 (154.5) & 138 (66.5) | – | Pakistan 422 (162.3) & 114 (47.4) |
|                                      |           | Sri Lanka gewinnt mit 21 Runs      |   |                                   |

### Zweiter Test in Dubai
| 6. – 10. Oktober Scorecard | Dubai | Sri Lanka 482 (159.2) & 96 (26) | – | Pakistan 262 (90.3) & 248 (90.2) |
|                            |       | Sri Lanka gewinnt mit 68 Runs   |   |                                  |

## One-Day Internationals

### Erstes ODI in Dubai
| 13. Oktober Scorecard | Dubai | Pakistan 292-6 (50)          | – | Sri Lanka 209-8 (50) |
|                       |       | Pakistan gewinnt mit 83 Runs |   |                      |

### Zweites ODI in Abu Dhabi
| 16. Oktober Scorecard | Abu Dhabi | Pakistan 219-9 (50)          | – | Sri Lanka 187 (48) |
|                       |           | Pakistan gewinnt mit 32 Runs |   |                    |

### Drittes ODI in Abu Dhabi
| 18. Oktober Scorecard | Abu Dhabi | Sri Lanka 208 (50)             | – | Pakistan 209-3 (42.3) |
|                       |           | Pakistan gewinnt mit 7 Wickets |   |                       |

Nach dem Spiel meldete der pakistanische Verband, dass auf ihren Kapitän Sarafaz Ahmed ein Versuch der Korruption durchgeführt wurde, der im Folgenden an die Anti-Korruptionseinheit des ICC übergeben wurde.

### Viertes ODI in Sharjah
| 20. Oktober Scorecard | Sharjah | Sri Lanka 173 (50)             | – | Pakistan 177-3 (39) |
|                       |         | Pakistan gewinnt mit 7 Wickets |   |                     |

### Fünftes ODI in Sharjah
| 23. Oktober Scorecard | Sharjah | Sri Lanka 103 (26.2)           | – | Pakistan 105-1 (20.2) |
|                       |         | Pakistan gewinnt mit 9 Wickets |   |                       |

## Twenty20 Internationals

### Erstes Twenty20 in Abu Dhabi
| 26. Oktober Scorecard | Abu Dhabi | Sri Lanka 102 (18.3)           | – | Pakistan 103-3 (17.2) |
|                       |           | Pakistan gewinnt mit 7 Wickets |   |                       |

### Zweites Twenty20 in Abu Dhabi
| 27. Oktober Scorecard | Abu Dhabi | Sri Lanka 124-9 (20)           | – | Pakistan 125-8 (19.5) |
|                       |           | Pakistan gewinnt mit 2 Wickets |   |                       |

Der Bowler Faheem Ashraf schaffte einen Hattrick im 19. Over. Er ist der erste pakistanische Bowler, dem ein Hattrick in einem international T20-Match gelang.

### Drittes Twenty20 in Lahore
| 29. Oktober Scorecard | Lahore | Pakistan 180-3 (20)          | – | Sri Lanka 144-9 (20) |
|                       |        | Pakistan gewinnt mit 36 Runs |   |                      |